# Reichenbachfall
Reichenbachfall er et spektakulært vandfald udenfor Meiringen i kantonen Bern i det centrale Schweiz. Adgang til vandfaldet kan ske fra Meiringen via kabelbanen, Reichenbachfall-Bahn, som blev åbnet den 8. juni 1899. Det er også muligt med bil eller postbus at køre op til "Hotel Zwirgi", som ligger lige ovenover vandfaldet.
Reichenbachfall består af en række fald, 7 i alt, som ligger i forlængelse af hinanden. Det øverste fald er med sine 120 m. det største. Den samlede faldhøjde er 300 m.

## Sherlock Holmes
Reichenbach-vandfaldet er kendt fra litteraturen, idet forfatteren Sir Arthur Conan Doyle lod sin fiktive detektiv Sherlock Holmes omkomme i vandfaldet efter en kamp med skurken Professor Moriarty den 4. maj 1891. Den berømmelse, som denne "fiktive-hændelse" har givet Reichenbachfall og Meiringen, har medført, at Sherlock Holmes er udnævnt til æresborger i Meiringen med dertilhørende statue på torvet.
Blandt de mange vandfald i Berner Oberland var det Reichenbachfall, der gjorde det største indtryk på Conan Doyle. Så meget, at han besluttede, at hans helt skulle dø her.
Stedet, hvorfra Holmes angiveligt skulle være styrtet i døden, er på klippesiden overfor kabelbanens øverste station. En mindeplade på stedet bærer en indskrift på engelsk, tysk og fransk: "På dette skrækindjagende sted besejrede Sherlock Holmes Professor Moriarty den 4. maj 1891".